# Kulmain
Kulmain é um município da Alemanha, situado no distrito de Tirschenreuth, no estado da Baviera. Tem 32,29 km² de área, e sua população em 2019 foi estimada em 2.241 habitantes.